# ديفيد فيليبس (كاتب)
ديفيد فيليبس (بالإنجليزية: David Philipps)‏ هو صحفي وكاتب أمريكي، ولد في 1977.